# 白川石
白川石（しらかわいし）は、白川の上流域である京都府京都市左京区北白川付近に分布する黒雲母花崗岩。白色の中粒で緻密な石材で、比叡山などは白川石の岩山である。京都市付近の近世までの建造物のほとんどに使われ、灯籠、手水鉢、墓石などにも広く利用された。昭和初期に石切場が閉山され、現在は採石されていない。

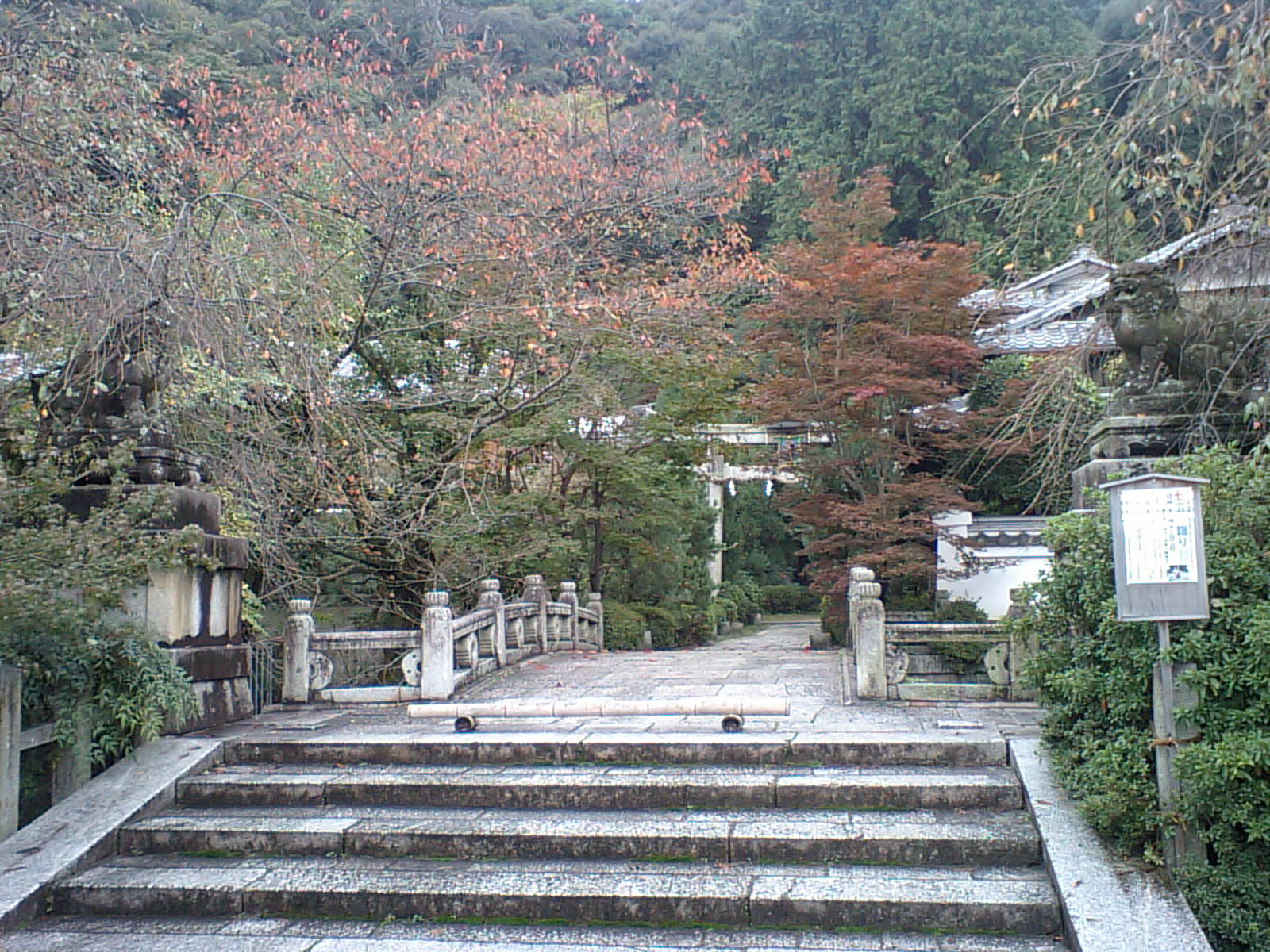
北白川天神宮の白川石で出来た萬世橋。

## 白川石

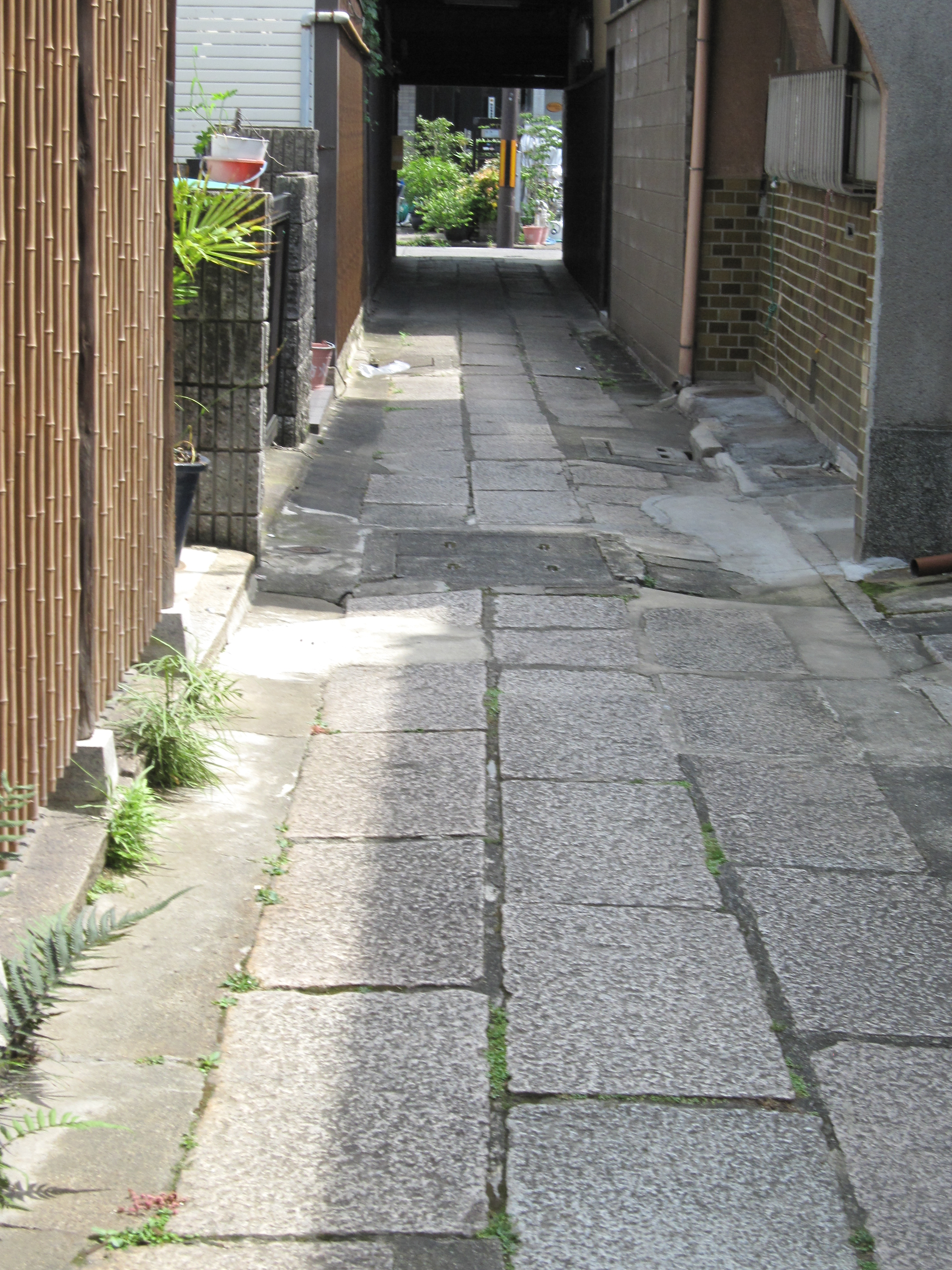
白川周辺の石畳

花崗岩そのものである白川石は、白川の上流域である京都・北白川の特産品であり、その品質の評価も高かったとされ、京都の石といえば白川石ともいわれ、鎌倉時代には三大名石の一つにも数えられた。『都名所図解』にも「北白川の里人は石工を業（なりわい）として、常に山に入て石を切出し…」との記述が見られ、『東北歴覧之記』では「農業の暇、石工を事とし、入山して石を採り、市中で売る。俗に白川石と称す」とされている。白川灯籠や手水鉢（ちょうずばち）などの加工品も名物であった。大正時代以降は、石造の衰退、採石容易な花崗岩の枯渇や京都市の条例による切り出しの禁止という要因により、北白川での石の切り出しは次第に行われなくなり、現在は主に瀬戸内産の花崗岩を使用している。しかし、最盛期には200人以上を数えた石工はその後もその技術を生かし、京都府庁や京都市役所の建築などにも携わったとされているほか、その末裔は京都市内で石材商を営んでおり、京都市内の石屋の7 - 8割は北白川出身であるともいわれ、出身者は他府県にも移り住み、技を受け継いでいるという。また、北白川愛郷会の策定した「北白川史跡と自然の道」の経路には石切場跡も組み込まれており、現在も見学が可能である。なお、石屋はその多くは旧街道（志賀越道）沿いに分布していた。

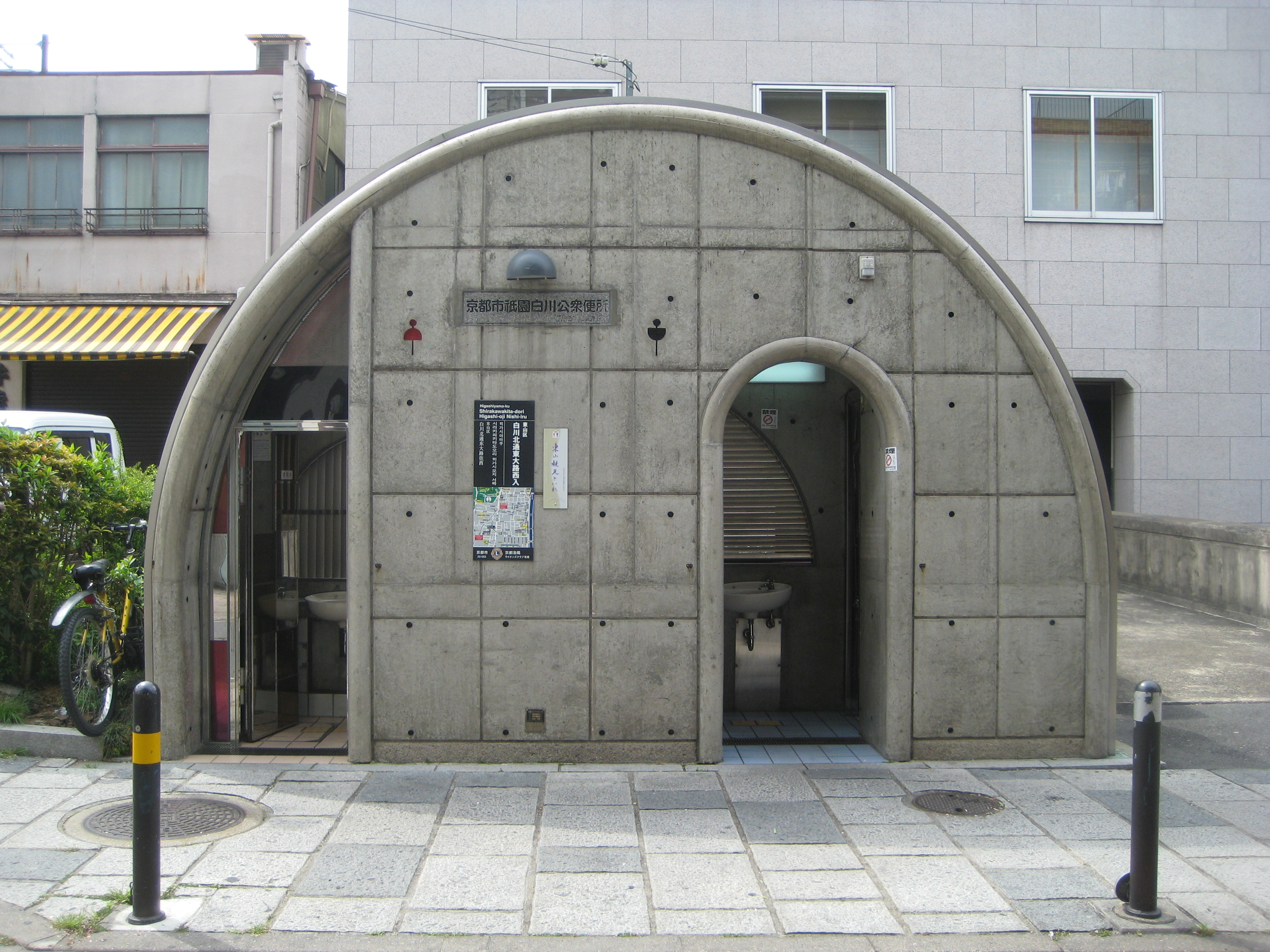
京都市祇園白川公衆便所

### 白川砂
白川の上流に多く見られる花崗岩の白川石が風化した白く美しい砂利で、白川の川砂はその白さの際だつ白川砂として京都・北白川の特産品となっており、各地の神社仏閣、京都御所、天皇陵などに古くから利用されてきた。ある時期より以降は、川砂を採取するのではなく、山を切り崩しての採取となっている。